# Susannah Maria Cibber
Susannah Maria Cibber (febrer 1714 – 30 gener 1766) era una cantant i actriu anglesa. Era germana del compositor Thomas Arne. Va començar la seva carrera com a soprano, però aviat la seva veu es va tornar més greu i va passar a actuar com a contralt. Era molt apreciada per la seva habilitat d'emocionar al públic tant en la seva faceta de cantant com en la d'actriu.
Charles Burney va escriure del seu cant que "amb un pathos natural, i una pronunciació perfecta, és capaç de penetrar el cor mentre que altres, amb veus infinitament més grans i amb més habilitats, es queden a les orelles." 
Era particularment apreciada per Handel, que va escriure moltes de les seves parts per a contralt pensant en ella. Especialment les àries de contralt de l'oratori El Messies, el paper de Micah de Samson, el de Lichas del drama musical Hercules i el de David a Saul, entre d'altres. Va arribar a ser una de les actrius dramàtiques més valorades de l'escena londinenca del segle xviii i a la seva mort era l'actriu més cotitzada d'Anglaterra.

## Biografia

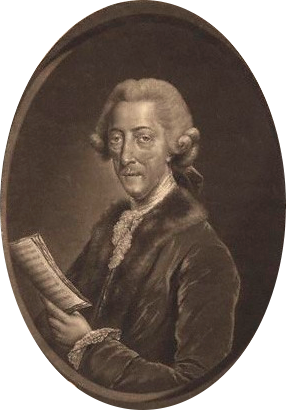
Retrat de Thomas Arne. germà gran de Susannah. Prolific compositor de música escènica considerat la figura més significativa de la música de teatre anglèsa del.

Susannah Maria Arne Va néixer al barri de Covent Garden de Londres i era filla de Thomas i Anne Arne. El seu pare i l'avi eren tapissers de mobles. Va estudiar música de petita amb el seu germà Thomas, que amb el temps esdevindria un dels compositors anglesos més importants de l'època i jugaria un paper important en el desenvolupament de la carrera professional de la seva germana. Tenien un altre germà, en Richard, que també va treballar com a cantant i actor però mai va assolir el mateix nivell d'èxit.
El 13 de març de 1732 Susannah va debutar professionalment en l'obra Amelia de John Frederick Lampe rebent molt bones crítiques.
El 1733 va ser un any decisiu per ella ja que va conèixer Handel en interpretar un paper a l'oratori Deborah. A partir d'aquest moment va començar una llarga i pròspera relació professional i d'amistat entre els dos. Com que ella no tenia un bon nivell de lectura musical el compositor l'ajudava a estudiar les seves parts. Durant la temporada 1733-1744 Susannah va conèixer l'actor i empresari teatral Theophilus Cibber.

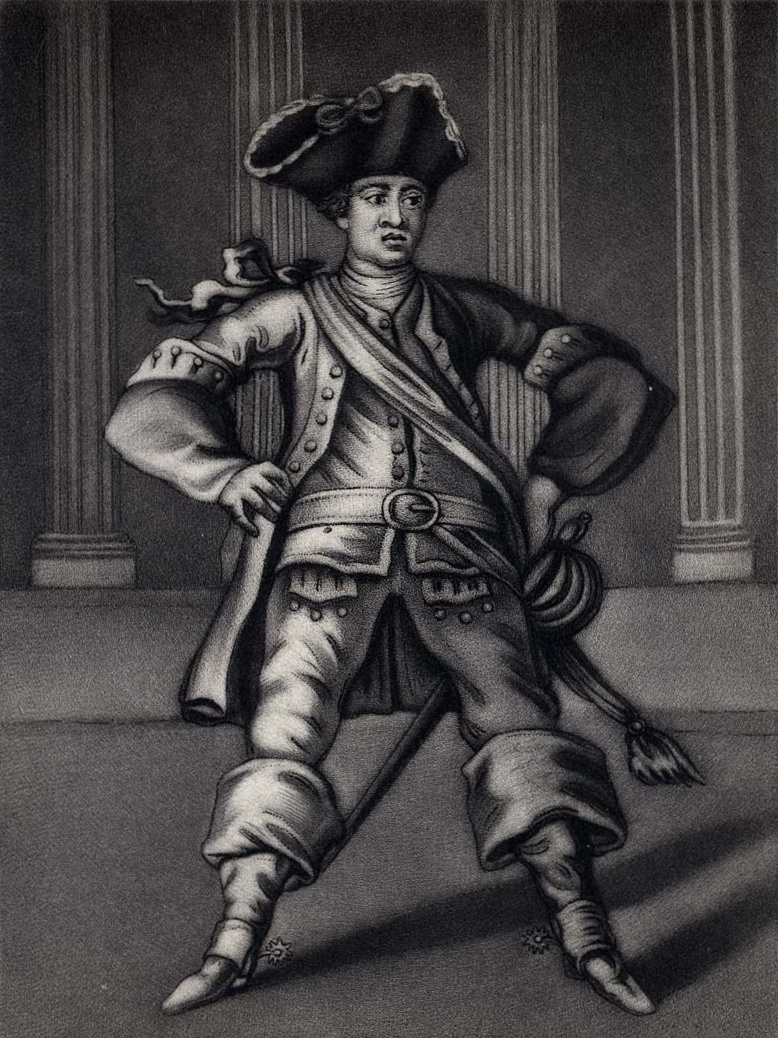
Retrat de Theophilus Cibber caracteritzar per a una funció teatral.

Es van casar l'abril de 1734 i ella va rebre el cognom d'ell esdevenint, per tant, Susannah Maria Cibber. Aquest matrimoni va influir positivament en la projecció professional de l'actriu i cantant ja que tant el seu nou marit com el pare d'aquest, Colley Cibber, estaven molt ben situats en l'escena londinenca. Fou justament el seu sogre qui va veure en Susannah grans aptituds interpretatives i la va ajudar a formar-se com a actriu, ajudant-la a adquirir unes característiques entonacions i gesticulació tràgica que la van convertir en una de les actrius més celebrades del moment. El seu germà Thomas també es va beneficiar del vincle amb la dinastia dels Cibber ja que va esdevenir el compositor resident al teatre que regentaven a Drury Lane.
El 1736 Susannah Cibber va debutar com a actriu dramàtica protagonitzant l'obra Zara d'Aaron Hill, obtenint un gran èxit. També va recollir molt bones crítiques interpretant nombrosos papers Shakespeareans al costat del popular actor David Garrick.
El matrimoni Cibber no va resultar una unió feliç. Sembla que Theophilus era un home agressiu i malgastador que va arribar a vendre's part dels béns personals de Susannah per a pagar els seus deutes. La delicada situació econòmica dels Cibber els va portar a llogar una habitació de casa seva a un inquilí anomenat William Sloper. El 1738, Theophilus Cibber va acusar Sloper d'haver "assetjat, violat i conegut carnalment" a la seva muller. El cas va ser molt escandalós i s'explicaven tot tipus d'històries sobre relacions entre les tres persones. Fos com fos es va saldar amb una indemnització de 10 lliures que Sloper va haver de pagar a Cibber. Un any més tard, aquest va tornar a denunciar Sloper per segrestar la seva muller. Està acceptat que Susannah i Sloper van fugir junts i que de la seva relació va néixer una filla que rebria el nom de la mare: Susannah Maria. En aquesta ocasió Theophilus va rebre una indemnització de 500 lliures però va portar la seva dona a judici per infidelitat. No obstant, l'opinió pública va veure Susannah com una víctima d'un marit cruel i avariciós.

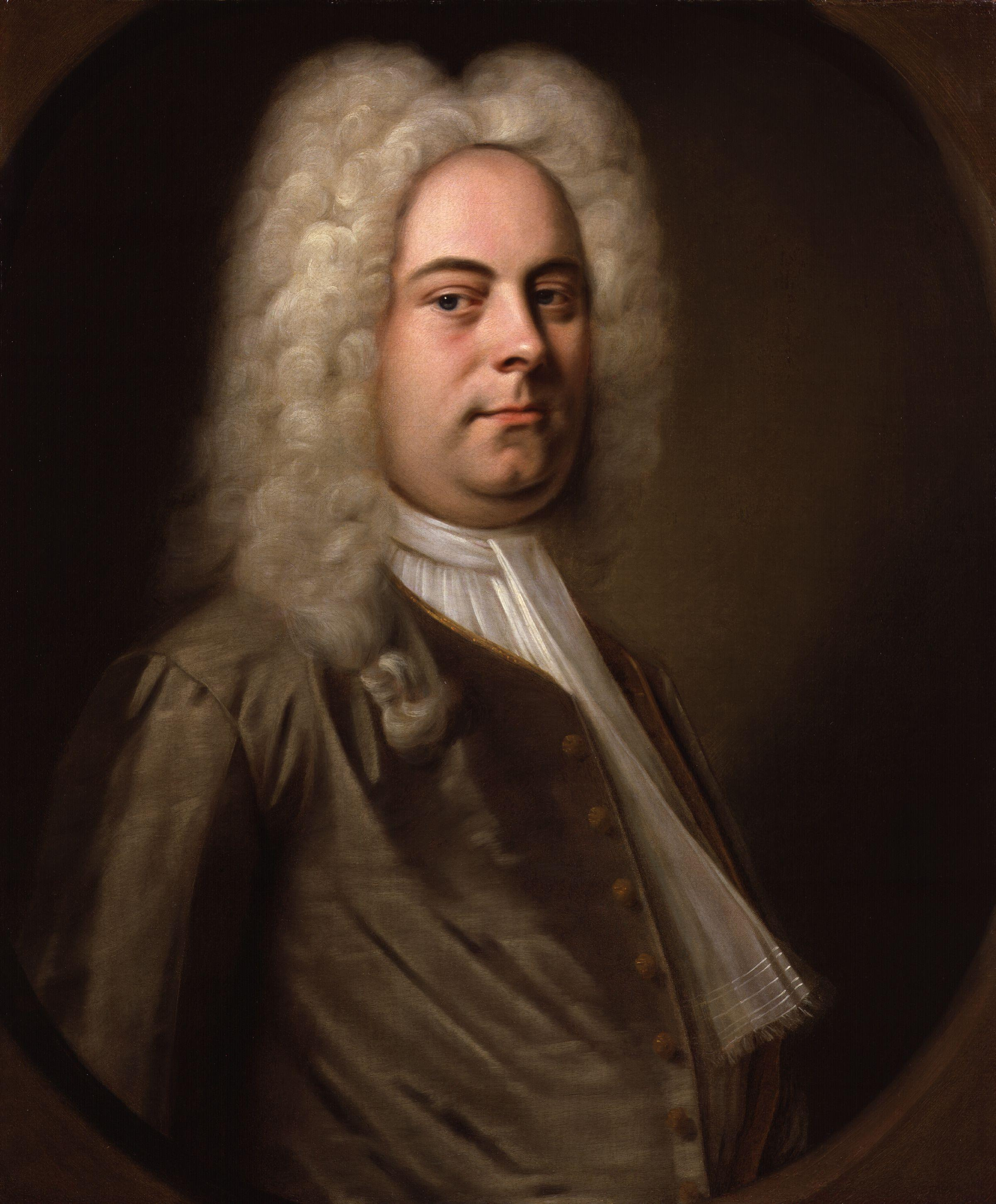
Retrat de George Frideric Handel pintat per Balthasar Denner. Charles Burney va escriure que Handel "sentia un gran afecte per la Sra. Cibber".

La tardor de 1741 Susannah Cibber es va traslladar a Dublin buscant tranquil·litat i aprofitant l'oferta de l'actor James Quinn per a actuar al Teatre d'Aungier Street de la capital irlandesa.
Al cap de poc Handel també va instal·lar-se a Dublin i van treballar plegats en diverses actuacions de Acis i Galatea, Esther, i el festí d'Alexandre. També és coneguda la seva actuació com a contralt solista a l'estrena de l'oratori El Messies el 13 April de 1742. En una Dublin catòlica la premsa no veia amb bons ulls que una dona separada i amb una filla concebuda fora del matrimoni interpretés música de contingut religiós, però s'explica que el dia de l'estrena el sacerdot Patrick Delany, de la catedral de Sant Patrici, després de sentir-la interpretar l'ària "He was despised", va aixecar-se i va cridar: "Dona, que per això se't perdonin tots els pecats!" Els dies 21 i 28 de juliol del mateix any va oferir recitals a dua amb la seva cunyada Cecilia Arne (de soltera Young) i van rebre moltsd elogis de la premsa.
Quan a finals de 1742 l'escàndol a l'entorn del seu matrimoni va refredar-se, Susannah va tornar a Londres i va interpretar Desdemona en un muntatge d'Otel·lo de Shakespeare.
A la seva casa de Londres s'hi celebraven reunions d'artistes i intel·lectuals els diumenges al vespre. Charles Burney, relata que es tractava d'una "constel·lació d'enginys, poetes, actors, i homes de lletres", entre els quals hi havia Handel, Garrick i Arne. Va seguir interpretant papers en les oratoris de Handel com Samsó, Deborah, Hercules, Saul, i molts altres, entre els quals també diverses interpretacions de El Messies.
El 1744 Susannah esdevenia l'actriu principal del teatre de Drury Lane dirigit pel seu sogre, al costat de David Garrick amb qui mantindria una relació d'amistat tota la vida.
Susannah va esdevenir l'actriu més ben pagada de Londres. Diverses cròniques i ressenyes de l'època destaquen la seva habilitat per emocionar el públic i afectar-lo profundament. TAmbé va ser durant aquest temps que va encarregar-se de l'educació del seu nebot Michael Arne ja que la mare d'aquest, Cecilia Arne, tenia greus problemes de salut. Sota la seva tutela en Michael va debutar com a actor ja abans de fer deu anys i de gran seria també un exitós compositor.
Susannah Maria Cibber va morir el 1766 i va ser enterrada a l'Abadia de Westminster. El dia de la seva mort els teatres de Covent Garden i Drury Lane van tancar les portes com a homenatge a la que es considerava la millor actriu i cantant del moment. S'atribueix a Garrick la frase, en assabentar-se de la seva mort: "Llavors la tragèdia mor amb ella" i el poeta George Keate va escriure "Un poema en memòria de la famosa Senyora Cibber"